# Menabrea (Brauerei)
Die Birra Menabrea S.p.A. ist ein italienisches Brauereiunternehmen mit Sitz in Biella, Piemont. Unter dieser Marke, die seit Anfang der neunziger Jahre von der Brauerei Forst vertrieben wird, sich aber im Besitz der Familie Thedy (Erbe der Unternehmensgründer) befindet, werden jährlich etwa 200.000 Hektoliter Bier hergestellt, von denen ein Teil in über 25 Länder exportiert wird, wodurch 2018 ein Gesamtumsatz von knapp 40 Mio. Euro erzielt wurde.

## Geschichte
Um den Namen Menabrea herum hat sich die Geschichte einer ganzen Dynastie von Braumeistern entwickelt. Das Unternehmen wurde 1846 von der Familie Welf, den Brüdern Antonio und Gian Battista Caraccio als Brauerei gegründet, um das Wasser aus den Oropa-Bergen zu nutzen, das damals vor allem für die florierende Wollindustrie in der Gegend verwendet wurde. Die Gebrüder Battista Caraccio besaßen in Biella ein Café. Aus einer Rechnung für Renovierungsarbeiten aus dem Jahr 1854 geht hervor, dass die Brüder Caraccio die renovierte Brauerei allein leiteten. 1864 verkauften die Gebrüder Battista Caraccio die Brauerei für damals 95.000 Lire an zwei Aostataler, Jean Joseph Menabrea (der seinen Namen 1861 mit der Vereinigung Italiens in Giuseppe änderte) und Antonio Zimmermann, die bereits Partner der Brauerei Zimmermann in Aosta waren. 1867 verzichtete Giuseppe Menabrea auf seinen Anteil an der Gesellschaft in Aosta und erhielt im Gegenzug für seine Söhne Francesco und Carlo 25 % an der Gesellschaft in Biella.
Antonio Zimmermann war zu sehr mit seinen Verpflichtungen in Aosta beschäftigt und verließ schließlich 1872 das Unternehmen in Biella. Das Unternehmen ging in die Hände von Menabrea und seinen Söhnen über und wurde in G. Menabrea & Figli umbenannt. Die Herstellung eines ausgezeichneten Pilsner Bier und eines dunklen Münchner, letzteres war auf dem Markt besonders erfolgreich und wurde sogar vom damaligen Finanzminister Quintino Sella geschätzt. Die Herstellung der beiden ausgezeichneten Biere brachte Carlo Menabrea, dem Sohn von Giuseppe, der nach dem Tod seines Vaters die Leitung des Unternehmens übernahm, den Titel eines Cavaliere dellʼOrdine della Corona dʼItalia (Ritter des Ordens der italienischen Krone) ein, der ihm am 5. Oktober 1882 von König Umberto I. verliehen wurde.
Trotz der Erfolge und Erfreulichkeiten erlebte Menabrea schwierige Jahre durch den frühen Tod von Carlo, der 1885 die junge Witwe mit drei kleinen Töchtern zurückließ, von denen die älteste erst 12 Jahre alt war. Drei Jahre später verpachtete Eugenia Squinto die Brauerei an ihren Bruder Pietro, der sie klug leitete, um sie positiv weiterzuführen.
1896, nach Eugenias Tod, übernahmen die Schwager Emilio Thedy und Augusto Antoniotti, die Ehegatten der Menabrea-Erben Eugenia bzw. Albertina, die Geschäftsführung des Unternehmens, das einen entscheidenden Wendepunkt darstellte. Im Laufe der Zeit sorgte vor allem die immer größere Menge an produziertem Bier für den Bekanntheitsgrad des Unternehmens. Die Politik von Thedy und Antoniotti war weitsichtig und erfolgreich. Zum einen die Verwendung bester Rohstoffe: eine Mischung aus ausgewählter Gerste, Hallertauer Hopfen, Reinzuchthefen und dem kristallklaren Wasser der Berge. Zum anderen ersetzten sie die alten holz- und kohlebefeuerten Kessel durch moderne dampfbetriebene Kupferkessel. Diese Unternehmensphilosophie und die Verbesserung der Produktqualität trugen dazu bei, dass das Ansehen und der Ruf von Menabrea wuchsen, was auf dem nicht einfachen Weg zum Export dringend notwendig war.
Schon in den ersten Jahren des neuen Jahrhunderts wurden auf nationalen und internationalen Ausstellungen Auszeichnungen, Preise und Medaillen gewonnen. Das Geschäftsjahr 1910–1911 erreichte mit rund 10.000 Hektolitern verdientermaßen einen Spitzenwert. Dann kam der Große Krieg mit seinen katastrophalen Folgen. Doch als der Frieden wieder einkehrte, erholte sich das Unternehmen und im Haushaltsjahr 1920–21 erreichte die Produktion einen neuen Rekord mit rund 19.500 Hektoliter.
Im Jahr 1930 wurden prestigeträchtige Wirtshäuser in Turin und Novara übernommen, die bald zu Wahrzeichen für die lokale gute Gesellschaft wurden.
Seit den 1980er Jahren, unter der Leitung der Erben der Familie Thedy, hat die Brauerei Menabrea seine Aktivitäten weiter ausgebaut. Die Vergrößerung der Brauerei in Biella und die Steigerung der Produktion, bis dahin etwa 36–40.000 Hektoliter, ermöglichten es, die bis dahin zumindest produktionstechnisch provinzielle Dimension zu verlassen.

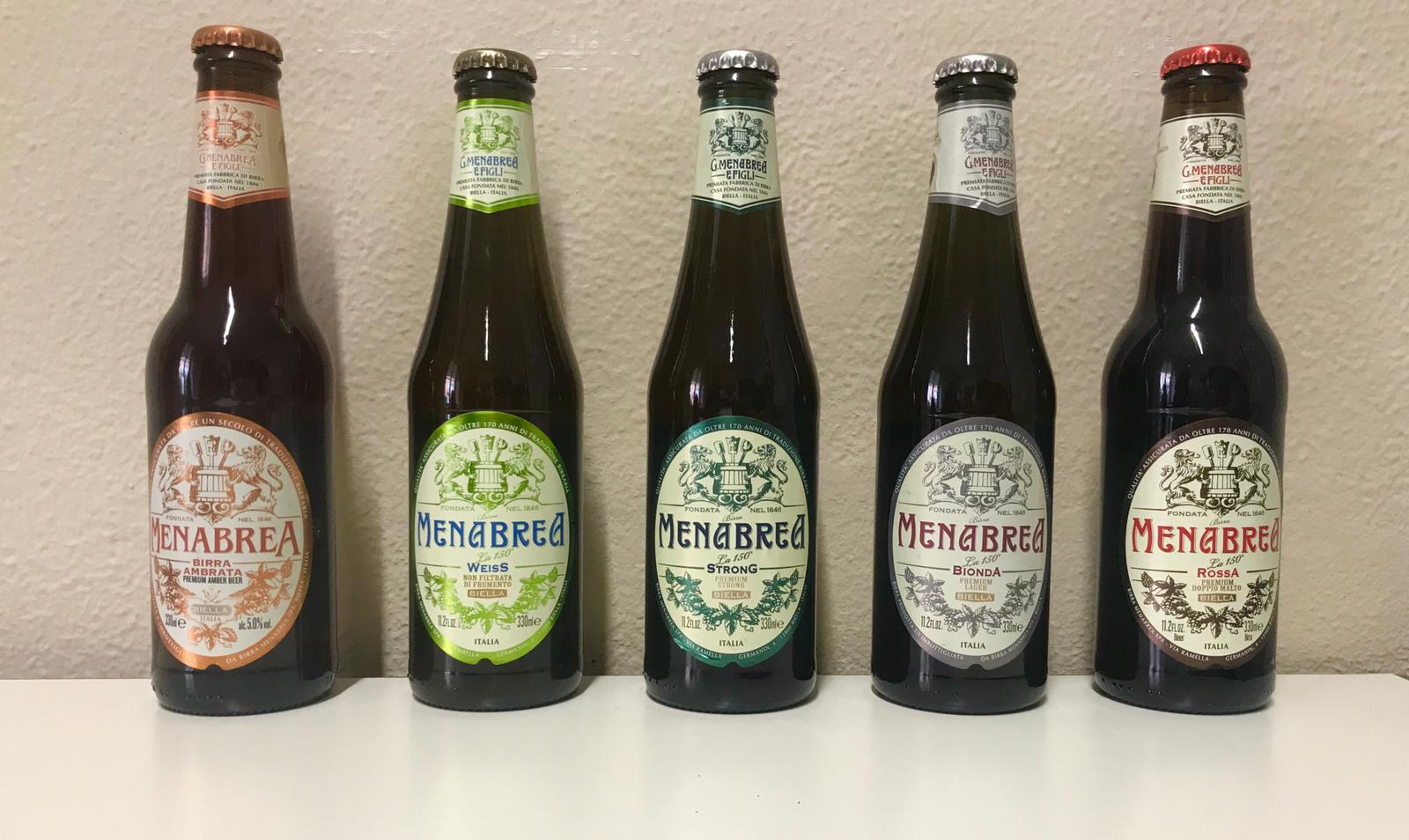
Die gesamte 150-Jahr-Jubiläumsreihe der 33-cl-Biere von Menabrea

Anfang der 1990er Jahre begannen auch in Italien die großen Brauereikonzentrationen, kleinere Unternehmen in ernsthafte Schwierigkeiten zu bringen. Dadurch kam es im Jahr 1991 zur erfolgreichen Eingliederung in die Forst-Gruppe, die durch eine langjährige Brauereifreundschaft begünstigt wurde. Dies ermöglichte es dem Unternehmen, seine Identität und Unabhängigkeit zu bewahren und so seine Kultur und Tradition zu erhalten. Auch wenn die Produktion einiger Produkte nach Algund, dem Hauptsitz der Brauerei Forst, verlagert wurde, weil das Werk in Biella, das im alten Stadtteil Riva in denkmalgeschützten Gebäuden untergebracht ist und darum nicht großartig verändert werden konnte, hat Menabrea mit der Familie Thedy an der Spitze eine große Autonomie behalten.
Zur Feier des 150-jährigen Bestehens wurde 1996 das 150th Anniversary Blonde Lagerbier kreiert, das im folgenden Jahr den Chicago Award gewann. Seit 1996 wurde die 150-Jahr-Jubiläumsreihe um vier weitere Biere bereichert.
Im Jahr 2005 produzierte die Brauerei unter der Leitung von Paolo Thedy, dem vierten Nachkommen der Familie, rund 100.000 Hektoliter, von denen ein Teil in rund 20 Länder exportiert wurde. 2006 verstarb Paolo Thedy und sein Sohn Franco übernahm die Geschäftsführung des Unternehmens.
Heute produziert die Brauerei etwa 200.000 Hektoliter pro Jahr bei niedriger Gärung, von denen ein Teil in 25 Länder der Welt exportiert wird.